# Myrmecomelix pulcher
Myrmecomelix pulcher is een spinnensoort uit de familie hangmatspinnen (Linyphiidae). De soort komt voor in Ecuador en Peru.